# Autunit
Autunit (hydratovaný fosforečnan uranylo-vápenatý) je minerál se vzorcem Ca(UO2)2(PO4)2·xH2O (10 ≤ x ≤ 12), krystalizující v tetragonální soustavě. Obsahuje asi 48,27 % uranu, je tedy radioaktivní a často se používá jako uranová ruda. Byl objeven u francouzského Autunu v roce 1852.

## Těžba
Autunit se těží například u Mount Spokane v americkém státě Washington, kde se z něj získá asi 41 tun U3O8 ročně.

## Galerie

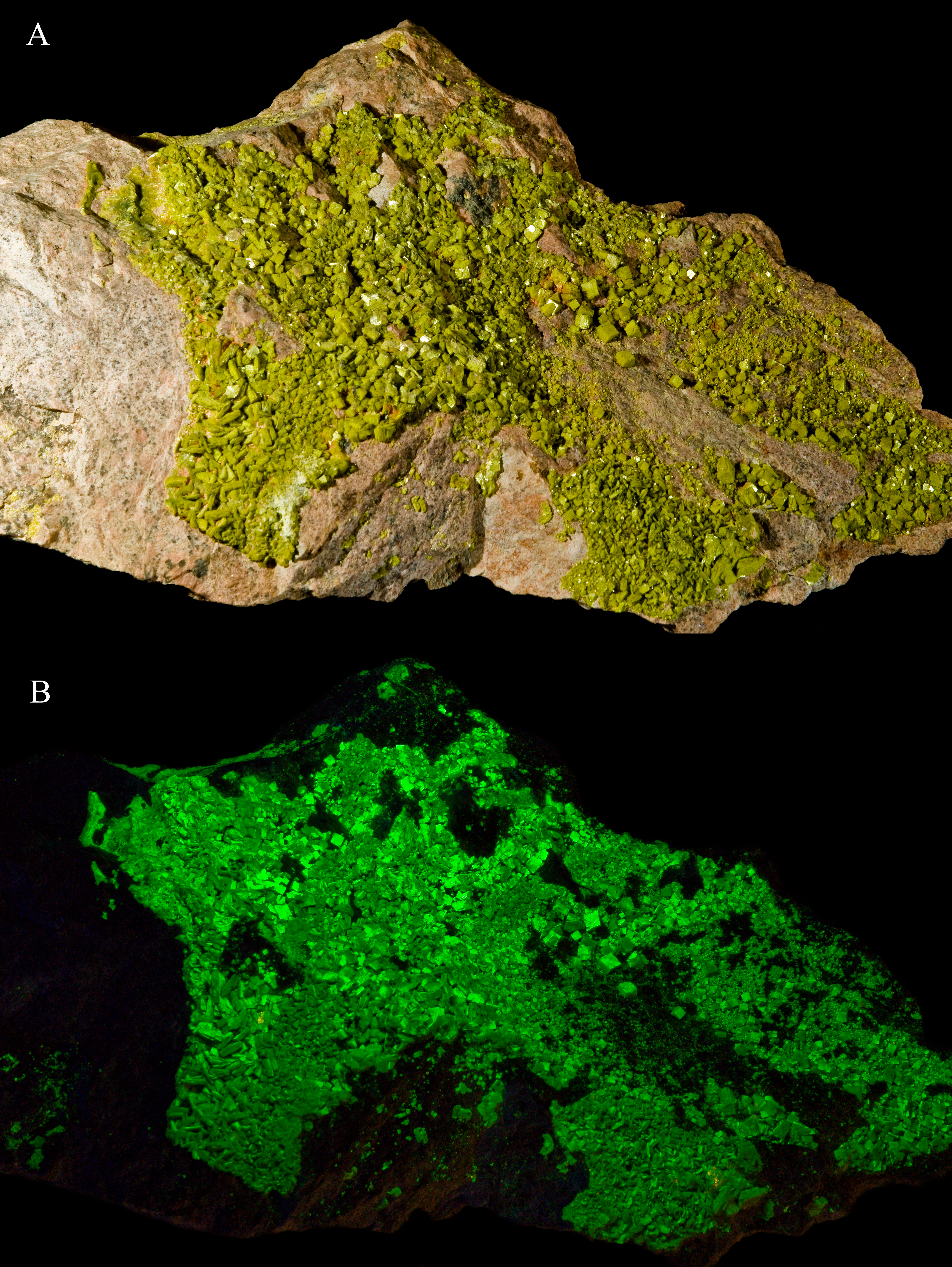
Nahoře autunit pod normálním osvětlením, dole pouze pod ultrafialovým světlem.